# Championnat d'Irlande de football 1938-1939
Navigation
Édition précédente Édition suivante
Le Championnat d'Irlande de football 1938-1939 est la dix-huitième édition du championnat d'Irlande de football. Il est remporté par Shamrock Rovers pour la deuxième année consécutive. C'est le sixième titre du club.

## Les 12 clubs participants
- Bohemians FC
- Bray Unknowns
- Brideville
- Cork
- Drumcondra
- Dundalk FC
- Limerick FC
- Saint James's Gate FC
- Shamrock Rovers
- Shelbourne FC
- Sligo Rovers
- Waterford United

## Classement
| Place | Club                  | Points | Victoires | Nuls | Défaites | Buts pour | Buts contre | Différence |
| ----- | --------------------- | ------ | --------- | ---- | -------- | --------- | ----------- | ---------- |
| 1er   | Shamrock Rovers       | 36     | 16        | 4    | 2        | 60        | 32          | +28        |
| 2e    | Sligo Rovers          | 27     | 10        | 7    | 5        | 50        | 31          | +19        |
| 3e    | Dundalk FC            | 27     | 10        | 7    | 5        | 48        | 31          | +17        |
| 4e    | Saint James's Gate FC | 23     | 10        | 3    | 9        | 59        | 48          | +11        |
| 5e    | Limerick FC           | 22     | 9         | 4    | 9        | 36        | 38          | -2         |
| 6e    | Shelbourne FC         | 22     | 9         | 4    | 9        | 40        | 48          | -8         |
| 7e    | Bohemians FC          | 20     | 8         | 4    | 10       | 41        | 46          | -5         |
| 8e    | Drumcondra            | 18     | 6         | 6    | 10       | 38        | 45          | -7         |
| 9e    | Bray Unknowns         | 18     | 7         | 4    | 11       | 41        | 49          | -8         |
| 10e   | Brideville            | 18     | 6         | 6    | 10       | 37        | 49          | -12        |
| 11e   | Cork City             | 17     | 7         | 3    | 12       | 39        | 49          | -10        |
| 12e   | Waterford United      | 16     | 4         | 8    | 10       | 36        | 59          | -23        |

## Source
- (en) Alex Graham, Football in the Republic of Ireland : a Statistical Record 1921–2005, Soccer Books Ltd, novembre 2005, 142 p. (ISBN 978-1862231351).